# 紫苞翠雀花
紫苞翠雀花（学名：Delphinium purpurascens）为毛茛科翠雀属的植物，是中国的特有植物。分布于中国大陆的西藏等地，生长于海拔3,800米至4,700米的地区，一般生长在山坡，目前尚未由人工引种栽培。
其种加词“purpurascens”意为“有点紫色的”。